# Чемпіонат світу зі спортивної гімнастики 2002
36-й чемпіонат світу зі спортивної гімнастики пройшов у 2002 році в Дебрецені (Угорщина).

## Медальний залік
| Місце | Країна     | Золото | Срібло | Бронза | Загалом |
| ----- | ---------- | ------ | ------ | ------ | ------- |
| 1     | Румунія    | 2      | 2      |        | 4       |
| 2     | США        | 2      |        | 2      | 4       |
| 3     | КНР        | 2      | 1      | 1      | 4       |
| 4     | Росія      | 1      | 1      | 1      | 3       |
| 5     | Угорщина   | 1      |        |        | 1       |
| 5     | Іспанія    | 1      |        |        | 1       |
| 5     | Греція     | 1      |        |        | 1       |
| 8     | Болгарія   |        | 2      |        | 2       |
| 8     | Словенія   |        | 2      |        | 2       |
| 9     | Білорусь   |        | 1      | 1      | 2       |
| 10    | Польща     |        | 1      |        | 1       |
| 10    | Нідерланди |        | 1      |        | 1       |
| 12    | Японія     |        |        | 1      | 1       |
| 12    | Італія     |        |        | 1      | 1       |
| 12    | Узбекистан |        |        | 1      | 1       |
| 12    | Україна    |        |        | 1      | 1       |

## Призери
| Дисципліна        | Золото              | Срібло                   | Бронза              |
| ----------------- | ------------------- | ------------------------ | ------------------- |
| Чоловіки          |                     |                          |                     |
| Вільні вправи     | Маріан Драгулеску   | Йордан Йовчев            | Пол Гемм            |
| Кінь              | Маріуш Урзіка       | Сяо Цінь                 | Касіма Такехіро     |
| Кільця            | Сильвестр Чоллань   | Йордан Йовчев            | Маттео Моранді      |
| Опорний стрибок   | Лі Сяопен           | Лешек Блянік             | Ян Вей              |
| Паралельні бруси  | Лі Сяопен           | Мітя Петковшек           | Олексій Сінкевич    |
| Перекладина       | Власіос Марас       | Іван Іванков Альяж Пеган | медаль не вручалася |
| Жінки             |                     |                          |                     |
| Опорний стрибок   | Олена Замолодчікова | Наталя Зіганшина         | Оксана Чусовітіна   |
| Різновисокі бруси | Кортні Купец        | Оана Петровскі           | Людмила Єжова       |
| Колода            | Ешлі Постелл        | Оана Бан                 | Ірина Яроцька       |
| Вільні вправи     | Елена Гомес         | Верона ван де Лер        | Саманта Шіхан       |